# St. Andreas (Elbach)

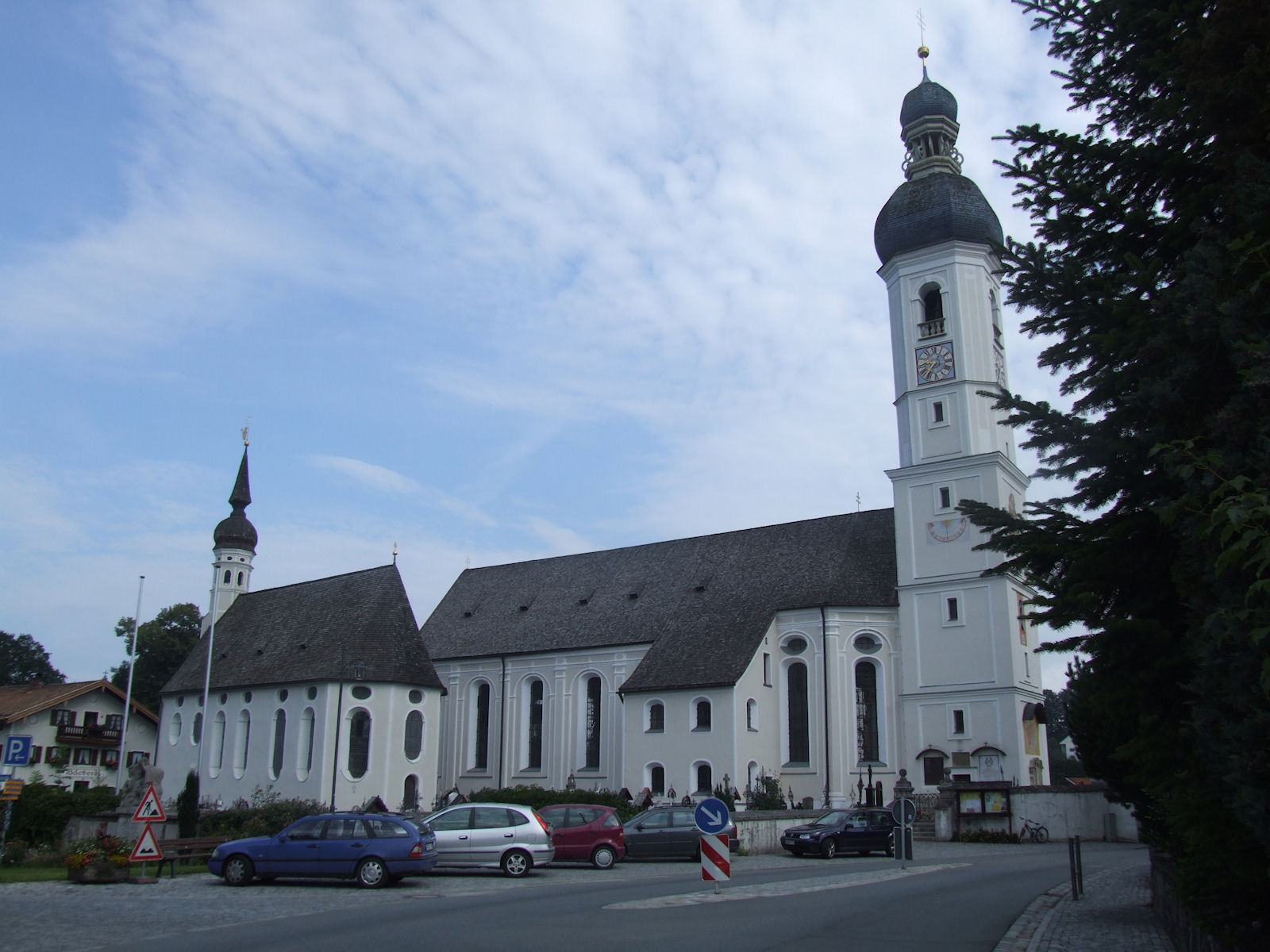
St. Andreas (Elbach) mit Friedhofskapelle zum Heiligen Blut

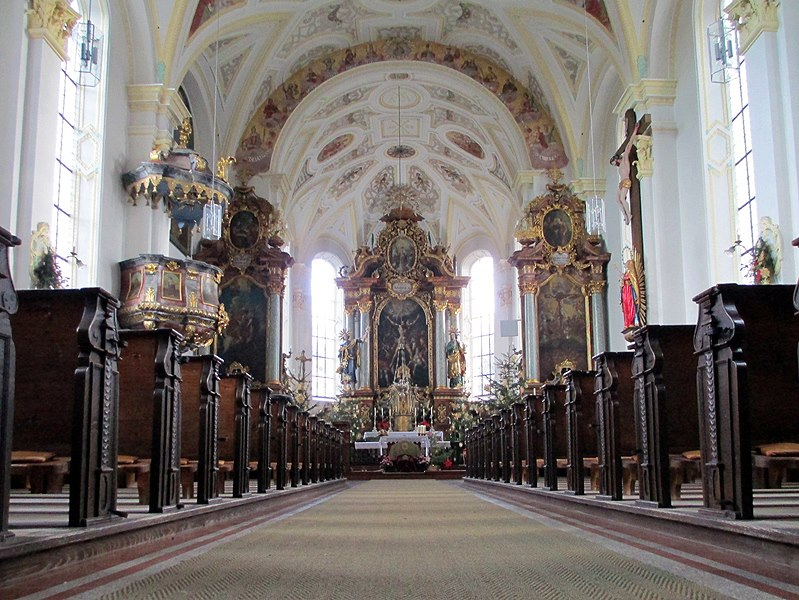
Inneres nach Osten

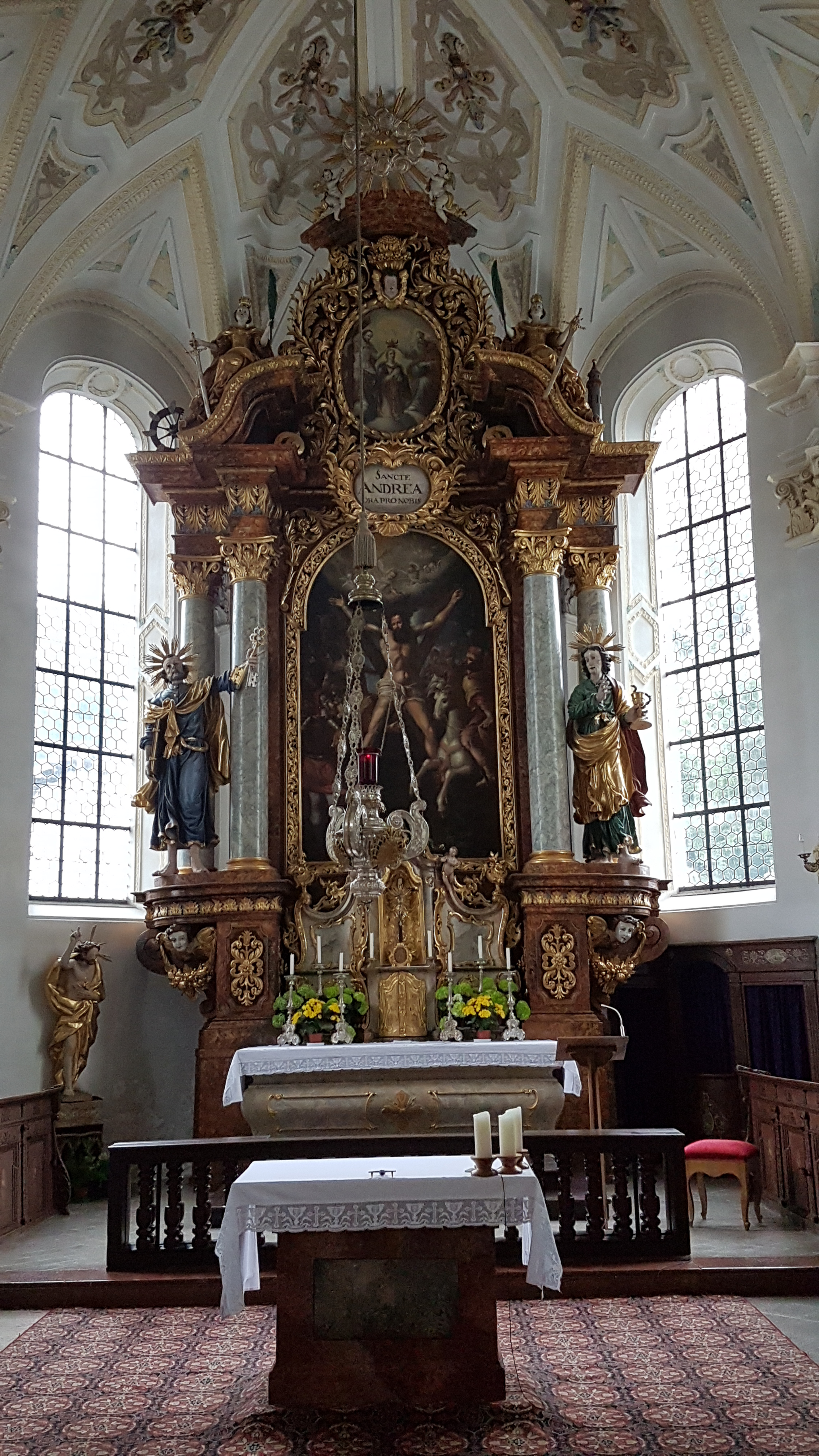
Hochaltar

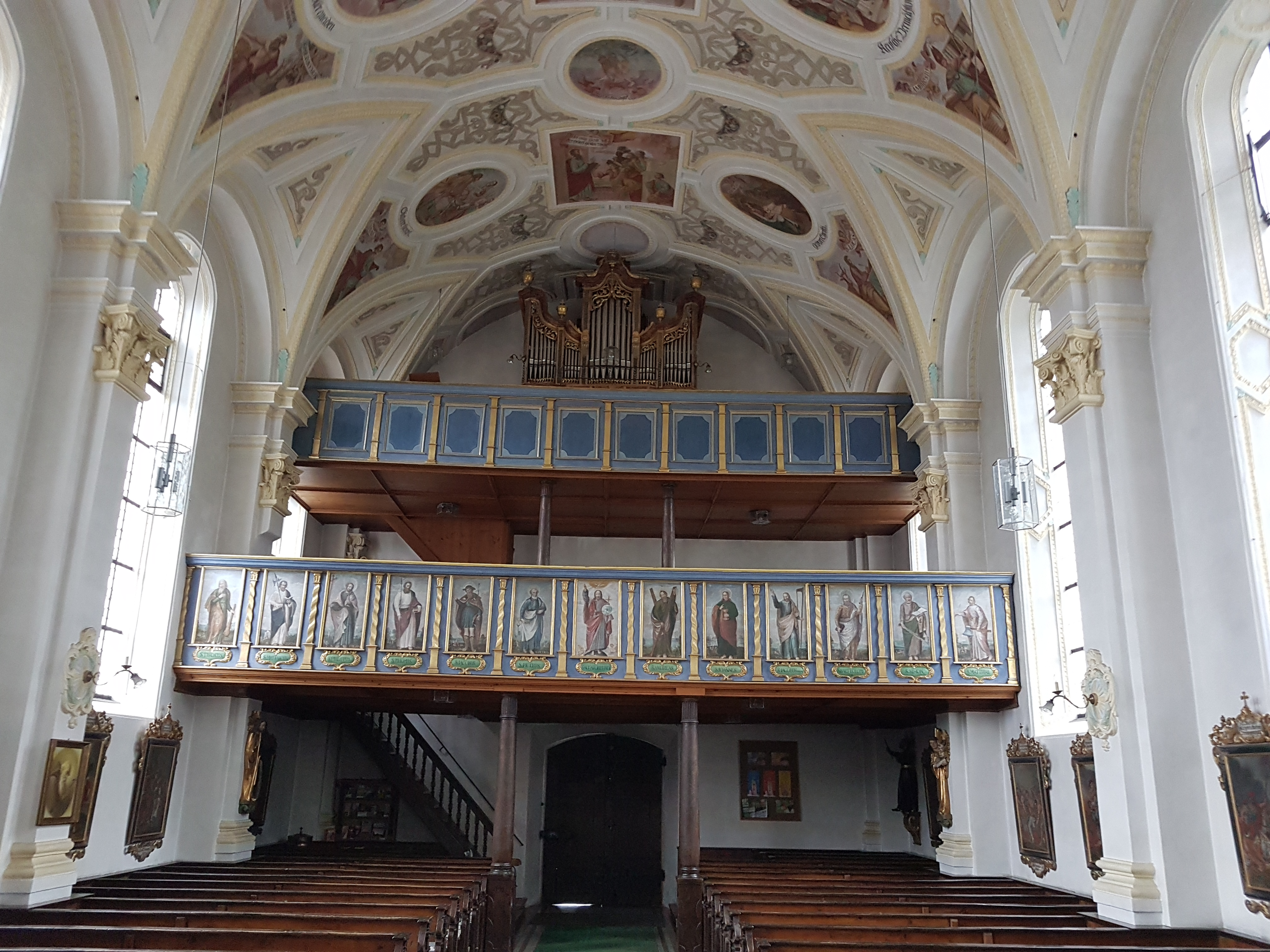
Inneres nach Westen

Die römisch-katholische Pfarrkirche St. Andreas ist eine barocke Saalkirche in Elbach, einem Ortsteil der Gemeinde Fischbachau im oberbayerischen Landkreis Miesbach. Sie gehört zur Kirchengemeinde Elbach im Pfarrverband Oberes Leitzachtal im Erzbistum München und Freising. Unmittelbar daneben steht die katholische Friedhofskapelle zum Heiligen Blut.

## Geschichte und Architektur
Im Jahr 1648 wurden der ursprünglich spätgotische Turm und die Kirche durch Blitzschlag schwer beschädigt. Nach umfangreichen Reparaturen, bei denen ein neuer Hochaltar aufgestellt wurde, beschädigten erneute Blitzeinschläge die Kirche in den Jahren 1655 und 1670. Nach wiederholten Reparaturen wurde das baufällige Kirchenschiff 1688 abgebrochen.
Die heutige Kirche wurde im Jahr 1689 durch Johann Mayr den Älteren von der Hausstatt erbaut, der Chorturm wurde vom Baumeister des Klosters Weyarn Caspar Glasl im Jahr 1722 hinzugefügt. Eine Restaurierung erfolgte in den Jahren 1991–1999, im Innern nach Befund von 1722. Die Kirche ist ein fünfjochiger Saalbau mit eingezogenem, dreiseitig geschlossenem Chor im Turmerdgeschoss. Ein Tonnengewölbe mit Stichkappen mit geometrischem Rahmenstuck über einer Wandgliederung aus flachen Wandvorlagen und korinthischen Pilastern schließt den Innenraum ab. Die Deckenmalereien wurden vermutlich von Glasl geschaffen und zeigen eine volkstümliche Darstellung zur Andreaslegende und zum Marienleben sowie zum Tod der heiligen Anna und zur Himmelfahrt Mariens.

## Ausstattung
Das Hauptstück der Ausstattung ist ein Hochaltar von 1697 mit Altarblättern, die das Martyrium des heiligen Andreas und die Marienkrönung darstellen, flankiert von Figuren der Heiligen Petrus und Johannes des Evangelisten. Die ausfertigenden Künstler waren wie an den Seitenaltären der Kistler Hans Berberich, der Maler Johann Vicelli und der Bildhauer Lorenz Hagn. Am linken Seitenaltar findet sich ein Gemälde des heiligen Georg und am rechten ein Gnadenstuhl mit Heiligen über den armen Seelen. 
Die Deckenfresken mit Szenen aus dem Leben des heiligen Andreas stammen von 1791, der Künstler ist unbekannt. Die hervorragenden Kreuzwegbilder wurden 1788 von Johann Böham aus Bad Aibling angefertigt. Sebastian Troger wurde 1765 mit der Neufassung der barocken Kreuzigungsgruppe beauftragt.
Unter Rokoko-Baldachinen sind Figuren der Muttergottes (Nachbildung) und des heiligen Joseph von 1760 aufgestellt. Die Kanzel ist ein Werk von 1788 ähnlich derjenigen in der Kirche von Allerheiligen. Die Gestühlswangen, das Chorgestühl und das Oratoriengitter wurden 1689 von Caspar Schindler aus Elbach geschaffen. Eine wertvolle barocke Weihnachtskrippe gehört ebenfalls zur Ausstattung, wie auch mehrere wohlgestaltete Prozessions- und Zunftstangen mit kleinen Heiligenfiguren. Die Apostelbilder an der unteren Empore stammen wohl aus dem 19. Jahrhundert. Die Orgel ist ein Werk von Andreas Grünerdt aus dem Jahr 1788 mit 10 Registern auf einem Manual und Pedal, das zwischenzeitlich mehrfach stark umgebaut und 1998 von Johannes Führer restauriert wurde.